# Rybí maso

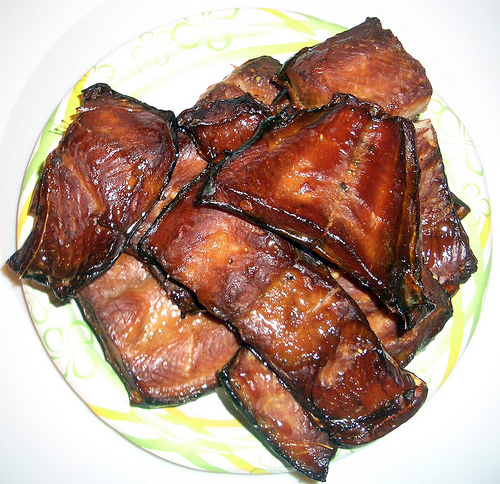
Talíř uzeného lososa

Rybí maso je označení pro typ masa, které pochází z ryb. Na rozdíl od jiných druhů masa je většinou bílé barvy (výjimkou je například maso lososa). Oblíbené je i díky vysokému obsahu látek důležitých pro lidské tělo; rybí maso totiž obsahuje bílkoviny, tuky, minerální látky (sodík, vápník, fosfor, jód) a vitamíny (obsah jednotlivých složek se liší v závislosti na druhu ryby). Asi 75 % obsahu rybího masa tvoří voda.
Rybí maso je možno rozdělit buď podle původu ryby, ze kterého maso pochází (mořská nebo sladkovodní) nebo podle obsahu tuku (tučné nebo netučné). Kvalita rybího masa závisí na celé řadě faktorů; zejména jde o prostředí, ve kterém se ryba nachází, potravu, dobu výlovu nebo druh, stáří či hmotnost ryby. Poměrně často se rybí maso konzumuje také v konzervách.